# 凯文·甘布尔
凯文·道格拉斯·甘布尔（英語：Kevin Douglas Gamble，1965年11月13日—），美国NBA联盟前职业篮球运动员。他在1987年的NBA选秀中第3轮第17顺位被波特兰开拓者选中。